# Sílvia Marty
Sílvia Marty (Barcelona, 10 de juliol de 1980) és una actriu catalana que es va donar a conèixer al gran públic gràcies al seu paper d'Ingrid Muñoz a la sèrie d'Antena 3 Un paso adelante, on va compartir protagonisme amb Beatriz Luengo, Mónica Cruz i Miguel Ángel Muñoz. Arran de la sèrie, va formar el grup de música UPA Dance, amb el qual va arribar a vendre més de 700.000 discos.

## Biografia
La seva primera aparició a la pantalla petita va ser al telefilm Camps de Maduixes, basat en la novel·la homònima de Jordi Sierra i Fabra, emesa per diversos canals com TV3, TVG i Canal Nou.
Després de l'èxit d'Un paso adelante, va tenir papers episòdics en diverses sèries televisives com Hospital Central o Los Serrano. Tanmateix, el seu primer gran paper després d'UPA Dance va ser el de Silvia Marall en la sèrie d'Antena 3 LEX. A l'acabar aquesta sèrie, Marty es va incorporar al repartiment de la quarta temporada de la sèrie de Televisió Espanyola Amar en tiempos revueltos, on va interpretar a Luisa fins al final de la temporada.
El 2013, va participar en la mini-sèrie de Telecinco Niños Robados al costat de Blanca Portillo i Alicia Borrachero, on es va posar en la pell de Sor Herminia, una monja que sospita de les pràctiques il·legals que havia pogut cometre la seva superiora en el passat. El novembre del mateix any, començà a presentar al Canal Cocina el programa Los dulces de Silvia, en el qual elaborà davant de les càmeres diverses receptes de rebosteria.
Al cinema ha treballat en pel·lícules com El hombre de arena (2007) i La memoria del agua (2015). En teatre ha participat en el muntatge de l'obra Yo me bajo en la próxima, ¿y usted? (2015), d'Adolfo Marsillach.
La primavera de 2017 estrenà la sèrie dramàtica de Telecinco Perdoname, Señor, al costat de Paz Vega i Jesús Castro. Marty interpreta Irene Oliver, tinent de la Guàrdia Civil a Barbate. El 2020 s'incorporà a la sèrie diària de La 1, Acacias 38, interpretant a Solitud Lopéz.

## Filmografia

### Llargmetratges
| any  | Títol                        | personatge | Director             | notes |
| ---- | ---------------------------- | ---------- | -------------------- | ----- |
| 2007 | El hombre de arena           | Emilia     | José Manuel González |       |
| 2007 | Oviedo Express               | Petra      | Gonzalo Suárez       |       |
| 2010 | Retornos                     | Cambrera   | Luis Avilés          |       |
| 2015 | La memoria del agua          | Mónica     | Matías Bize          |       |
| 2016 | Amarás sobre todas las cosas |            | Chema de la Peña     |       |

### Televisió
| any       | Títol                     | Personatge       | Cadena    | Notes                                                              |
| --------- | ------------------------- | ---------------- | --------- | ------------------------------------------------------------------ |
| 2002-2005 | Un paso adelante          | Ingrid Muñoz     | Antena 3  | Elenc principal: 82 episodis                                       |
| 2005      | Camps de maduixes         | Luciana Sales    | TV3       | Telefilm                                                           |
| 2007      | Cuenta atrás              | Pepa             | Cuatro    | Episodi: «Bosque del Olvido, 18:40 horas»                          |
| 2007      | Hospital Central          | Carmen           | Telecinco | Episodis: «Despídete por mí», «Lo que queda por hacer» i «Veremos» |
| 2008      | Los Serrano               | Maria            | Telecinco | Episodi: «Mientras hay resquemor, hay esperanza»                   |
| 2008      | LEX                       | Silvia Marall    | Antena 3  | Elenc principal: 16 episodis                                       |
| 2009      | Amar en tiempos revueltos | Lluïsa de Samper | TVE       | Elenc recurrent: 40 episodis                                       |
| 2013      | Niños robados             | Hermana Herminia | Antena 3  | Minisèrie: 2 episodis                                              |
| 2016      | Perdoname, Señor          | Irene Oliver     | Telecinco | Elenc principal: 8 episodis                                        |
| 2018      | El Continental            | Margarita        | TVE       | Episodi: «La guerra por una doncella»                              |
| 2020      | Acacias 38                | Soledad López    | TVE       | Elenc principal                                                    |
| 2020      | Desaparecidos             | Leire            | Telecinco | Episodi: «Asuntos propios»                                         |
| 2023-     | Com si fos ahir           | Leire            | TV3       | Episòdic T7                                                        |

### Curtmetratges
| Any  | Títol        | Personatge | Director                  |
| ---- | ------------ | ---------- | ------------------------- |
| 2006 | Pocas nueces | Lucía      | Sylvia Vivanco-Extramiana |